# Генрих фон Офтердинген
«Генрих фон Офтердинген» (нем. «Heinrich von Ofterdingen») —  «художнический роман» (нем. Künstlerroman), написанный немецким писателем, представителем немецкого романтизма Новалисом (настоящее имя Фридрих фон Гарденберг) в конце 1799 — начале 1800 г.

## История создания
Новалис создавал роман в конце 1799 — начале 1800 г. Замысел романа окончательно сформировался весной 1799 г. под влиянием старинных хроник, найденных поэтом в библиотеке историка Функа в г. Артерн, который Новалис посетил по долгу службы как инспектор солеварен.
По одной из версий у Генриха фон Офтердингена был прототип в жизни — легендарный миннезингер, чьё историческое существование не подтверждается, но о нём упоминается в нескольких хрониках как об участнике состязания певцов в Вартбурге в 1206 г.
Важнейшим стимулом для написания романа оказался роман Гёте «Годы учения Вильгельма Мейстера». Новалис был восхищён поэтическим искусством Гёте и одновременно возмущён апологией практической жизни, которой Вильгельм Мейстер жертвует своим артистическим призванием. В противовес поэтическому практицизму Гёте Новалис вознамерился в «Генрихе фон Офтердингене» дать апологию поэзии.
Роман остался незаконченным. Первую часть Новалис успел довершить, вторая сохранилась кусками связного текста и в отдельных отрывках, в программных записях; существенны также сообщения Людвига Тика, пересказавшего по разговорам с Новалисом и по оставшимся его бумагам, как предполагалось вести роман в дальнейшем.

## Главные герои романа
- Генрих фон Офтердинген — главный герой романа. Молодой человек, отправившийся на родину матери, в Аугсбург.
- Мать Генриха путешествует вместе с ним.
- Купцы знакомят его с двумя легендами. В одной из них говорится о том, как некогда, в далёкие времена, одному прославленному поэту и певцу грозила гибель от руки жадных до его сокровищ владельцев корабля, на котором он плыл по морю. Однако его песни так потрясли морских животных, что они спасли ему жизнь и вернули отобранные у него сокровища. В другой легенде речь идёт о дворе просвещённого, покровительствующего поэзии короля и его дочери, которая однажды покинула родительский дом и целый год скрывалась от отца, живя в лесу с любимым человеком. Через год её возлюбленный своими песнями и игрой на лютне настолько овладел сердцем её отца, что тот даровал им обоим прощение и принял в свои объятия их и своего новорожденного внука.
- Зулейма — пленница, привезённая с востока, оплакивающая свою безрадостную судьбу.
- Рудокоп рассказывает им о своей жизни, о металлах и минералах, сокрытых в недрах земли. Под его предводительством они посещают в горах целую галерею пещер, где находят останки доисторических животных.
- Фон Гогенцоллерн — отшельник, который после славной и насыщенной военными подвигами молодости удалился от людей для отдохновения, познания внутренней жизни своей души и изучения истории.
- Шванинг — дед Генриха.
- Клингсор — поэт, величавый человек, изображение которого Генрих уже видел в книге отшельника. Впоследствии — наставник Генриха.
- Матильда — возлюбленная главного героя.

## Поэтика и проблематика романа
Первая часть романа, которая называется «Ожидание», повествует о странствиях молодого человека, поэта, романтика и максималиста. Двадцатилетнему Генриху, ученику капеллана, снится сон о том, что он бредёт по тёмному лесу, выходит к горам и в пещере находит непередаваемой красоты голубой цветок. Голубой цветок — это символ немецкой романтической поэзии, неразрывно связанный с концепцией томления духа (Sehnsucht); осязаемое воплощение кристально-чистой поэзии и совершенной жизни человека.
Юный Генрих покидает дом отца, родную Тюрингию и отправляется на родину матери. По дороге он встречает многих людей различных профессий и складов ума. Всех он слушает с присущей ему внимательностью и интересом. Из каждой выбранной истории герой извлекает что-то новое для себя, обнаруживает новые стороны жизни. И в своей «погоне за голубым цветком» всё ближе и ближе подходит к нему. Первая часть состоит из девяти глав, последовательно приводящих Генриха к познанию главных сил мироздания. Первая глава, где возникает символический голубой цветок, и последняя, в которой Клингсор рассказывает сказку о царстве Арктура, изображающую в аллегорической форме главные силы мироздания, создают символически-аллегорическое обрамление всего повествования, переводя немногочисленные бытовые подробности остальных глав в мифологический план.
Итогом всего романа становится знакомство Генриха и Матильды. Она превращает всю жизнь поэта в музыку, а музыка для романтиков — высшее постижение истины. Священное пламя его души будет хранить тоже любовь. Генрих говорит здесь о конце пути, но он имеет в виду только тот отрезок его, который ему виден: роман не случайно не оканчивается встречей с Матильдой, её появление завершает только период «ожидания» — так названа первая часть. В финале Матильда — голубой цветок будет способствовать новым превращениям Генриха, которые дадут ему возможность восстановить гармонию в мире. Символ многозначен, его смыслы восходят к основным идеям романтизма.